# Кулинич Анатолій Андрійович
Анатолій Андрійович Кулинич (народився 28 грудня 1963 в селі Степові Хутори — помер 25 березня 1983, м. Баграм, Афганістан) – воїн радянської армії, рядовий, водій. Загинув в Афганістані, нагороджений орденом Червоної Зірки (посмертно).
Батьки проживають у Носівці.
Навчався в Носівській восьмирічній школі № 5, випускник Носівської середньої школи № 1.
До призову на військову службу працював у Бобровицькій райсільгосптехніці водієм. У зброні сили СРСР призваний 4 квітня 1982 Носівським Райвоєнкоматом. У жовтні 1982 відправлений рядовим в Афганістан. В Республіці Афганістан з грудня 1982.
У складі колон зробив 23 рейси. Проявив себе сміливим і рішучим воїном. 25 березня 1983 під час маршу автомобіль, який він вів, у місті Баграм підірвався на міні. Кулинич отримав множинні поранення і помер.
Похований у місті Носівка.

## Відзнаки
За мужність і відвагу нагороджений орденом Червоної Зірки (посмертно). 

## Пам'ять
Іменем Анатолія Кулинича назване поле, розташоване на західній стороні Кобизького шляху у місті Носівка, про що встановлений пам'ятний знак. 

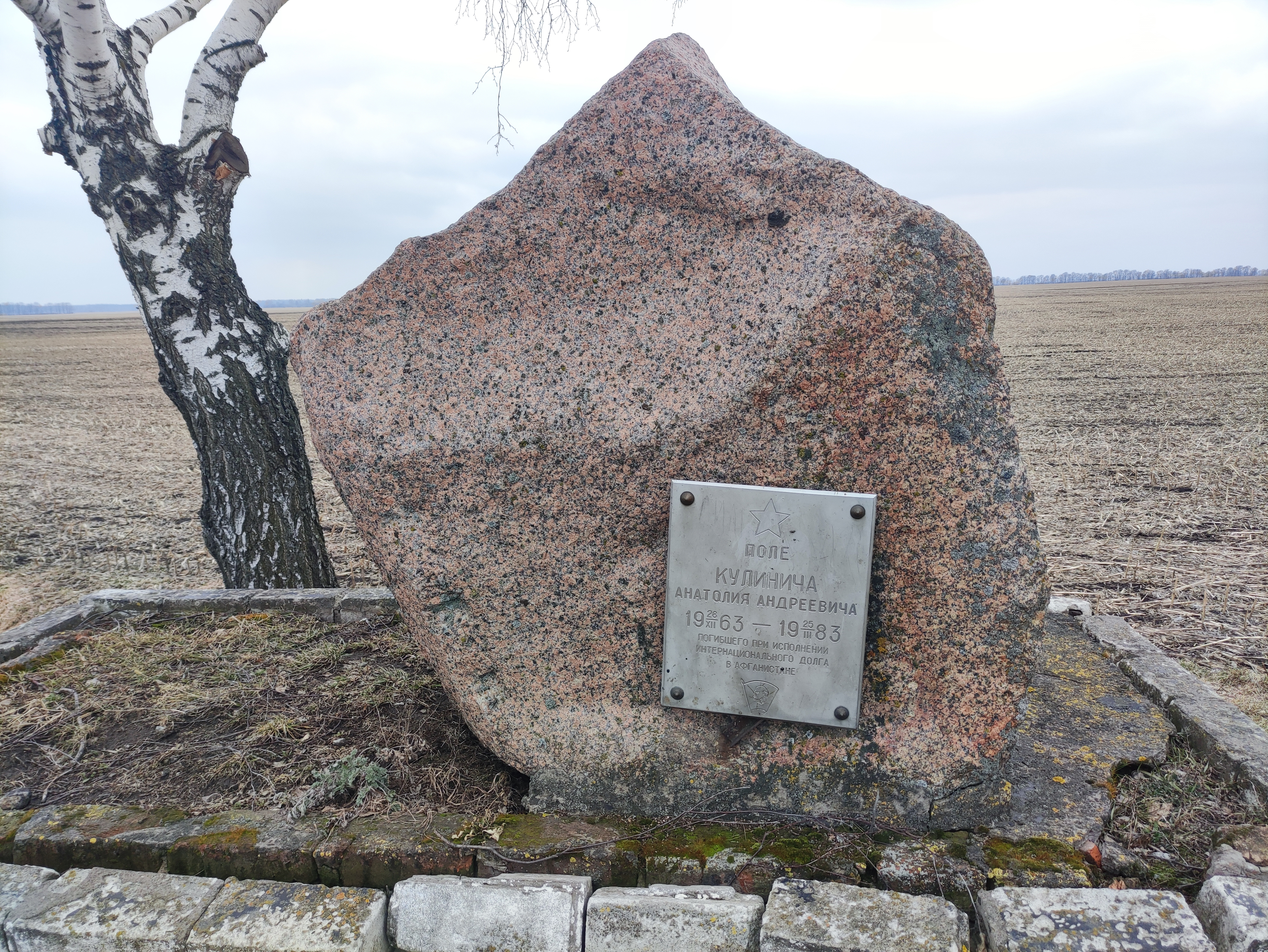
Поле Анатолія Кулинича, березень 2023
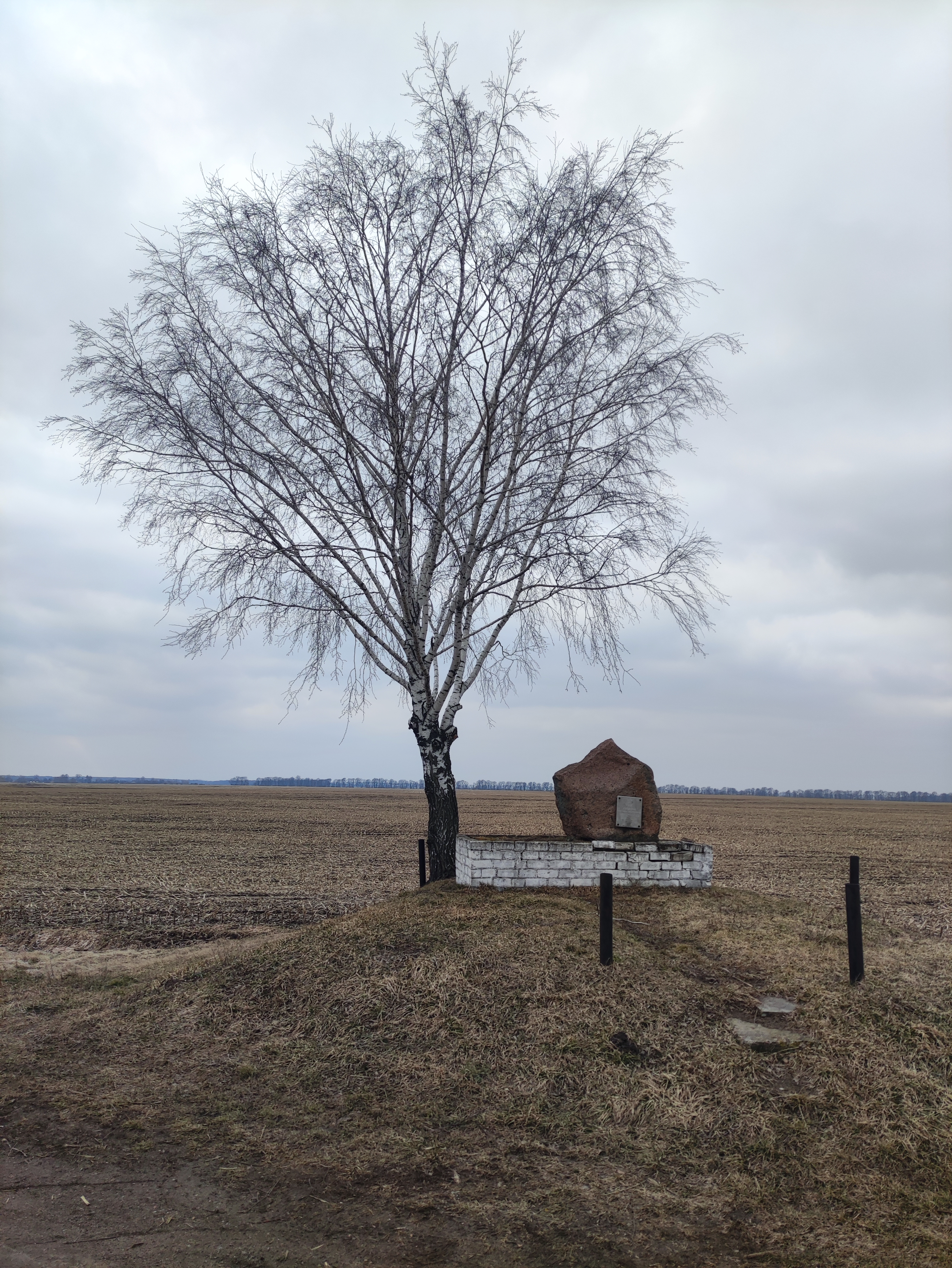
Поле Анатолія Кулинича, березень 2023